# Macroglossinae
Los macroglosinos (Macroglossinae) son una subfamilia de lepidópteros ditrisios de la familia Sphingidae. Es la subfamilia más numerosa de Sphingidae con 86 géneros y 766 especies de distribución casi mundial.

## Tribus

Distribución de Hippotion celerio. Es difícil delimitar el rango de los migratorios y residentes permanentes en África del norte y en Europa

- Dilophonotini, Burmeister, 1878
- Macroglossini, Harris, 1839
- Philampelini, Burmeister, 1878
- Incertae sedis:

- Altijuba, Lachlam, 1999
- Cephonodes, Hübner, 1819